# Klettgau (Gemeinde)

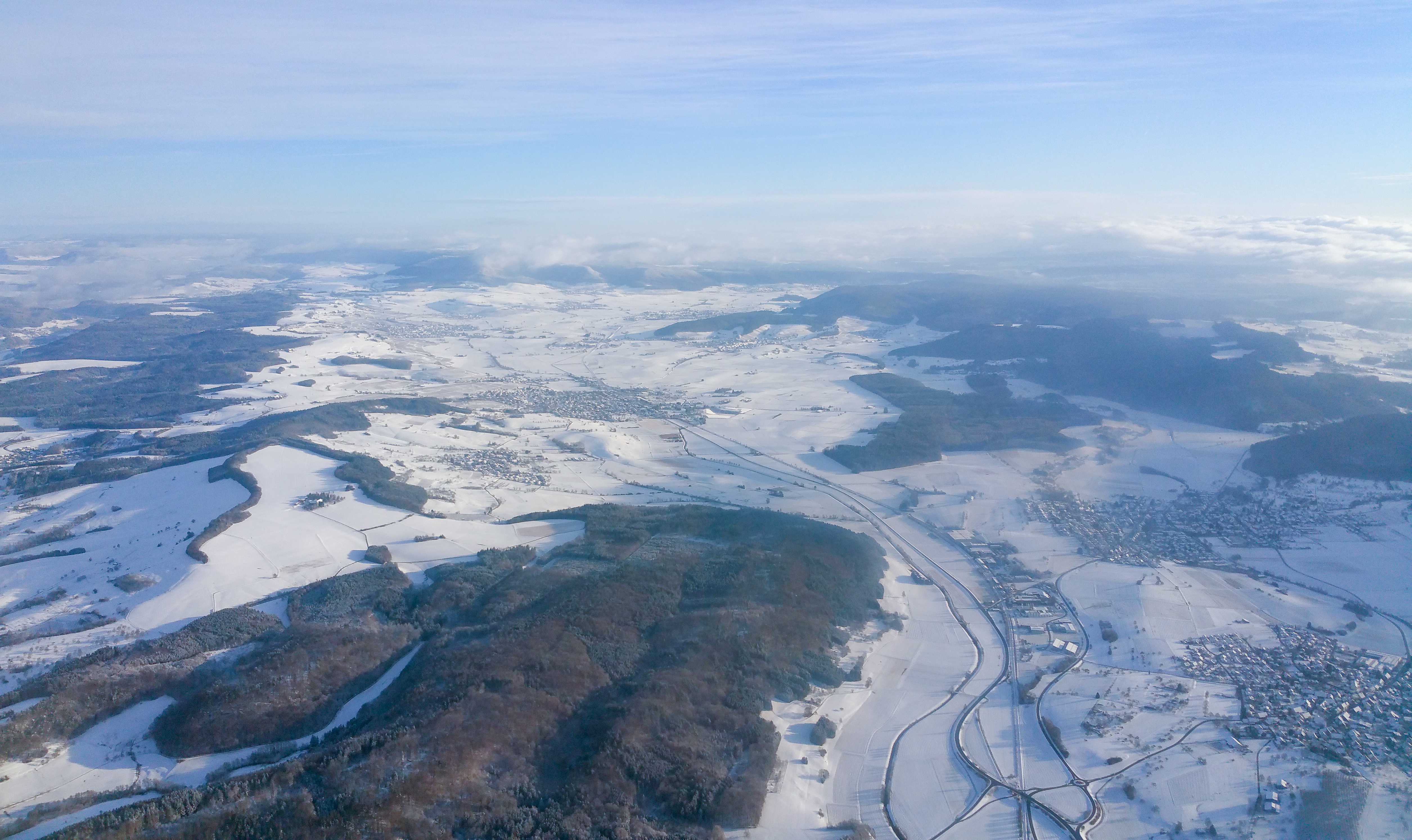
Luftbild der Gemeinde Klettgau vom 31. Januar 2015

Klettgau ist eine Gemeinde im Landkreis Waldshut in Baden-Württemberg.

## Geografie
Die Gemeinde Klettgau liegt im unteren Klettgautal entlang der drei Bachläufe Klingengraben, Schwarzbach und Seegraben. Das Gemeindegebiet erstreckt sich über eine Höhenlage von 390 bis 670 Meter.

### Nachbargemeinden
Klettgau grenzt an die Schweizer Gemeinden Trasadingen und Wilchingen im Kanton Schaffhausen sowie Wasterkingen und Wil im Kanton Zürich und die deutschen Gemeinden Eggingen, Wutöschingen, Lauchringen, Küssaberg, Hohentengen am Hochrhein und Dettighofen.

### Gemeindegliederung
Die Gemeinde Klettgau besteht aus den Ortsteilen
- Bühl
- Erzingen
- Geißlingen
- Grießen
- Rechberg
- Riedern am Sand
- Weisweil

Die räumlichen Grenzen der Ortsteile sind identisch mit den früher selbstständigen Gemeinden gleichen Namens, ihre offizielle Benennung erfolgt durch vorangestellten Namen der Gemeinde und durch Beistrich getrennt der Name des jeweiligen Ortsteils. Die Ortsteile bilden zugleich Wohnbezirke im Sinne der baden-württembergischen Gemeindeordnung.
Zum Ortsteil Bühl gehören die Weiler Bühl, Mittelhof und Oberhof und die Höfe Berchenhof (Sommerau) und Kaiser(Keppele)hof. Zum Ortsteil Erzingen gehört das Dorf Erzingen. Zum Ortsteil Geißlingen gehören das Dorf Geißlingen und das Gehöft Heideggerhof. Zum Ortsteil Grießen gehören das Dorf Grießen, der Weiler Reutehof, das Gehöft Bergscheuerhof und die Häuser Alte Mühle und Brand, die Bahnstation Grießen und die Ziegelhütte. Zum Ortsteil Rechberg gehört der Weiler Rechberg. Zum Ortsteil Riedern a. S. (ehemalige Gemeinde Riedern am Sand) gehören die Dörfer Oberriedern und Unterriedern. Zum Ortsteil Weisweil gehören das Dorf Weisweil und die Höfe Burgstall(hof) und Nägele(Feld)hof.

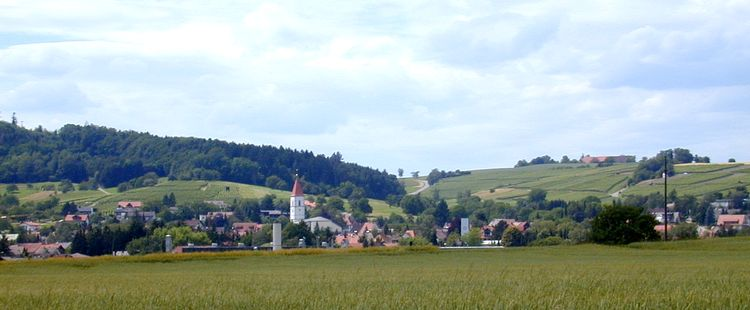
Hauptort Erzingen vom Süden aus aufgenommen.

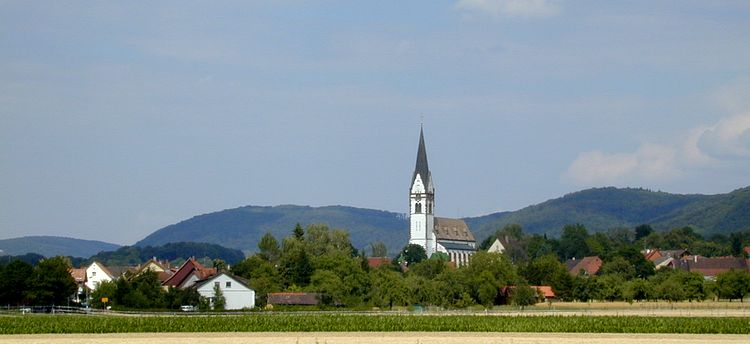
Der Klettgauer Ortsteil Grießen von Westen aus gesehen.

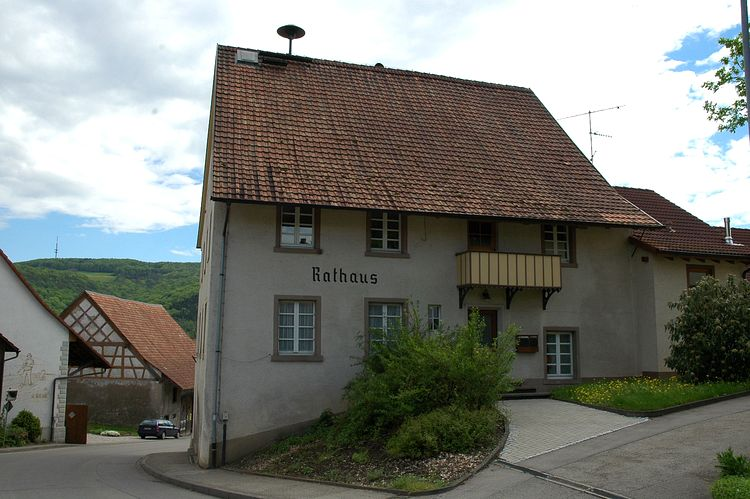
Das ehemalige Geißlinger Rathaus im Jahr 2005.

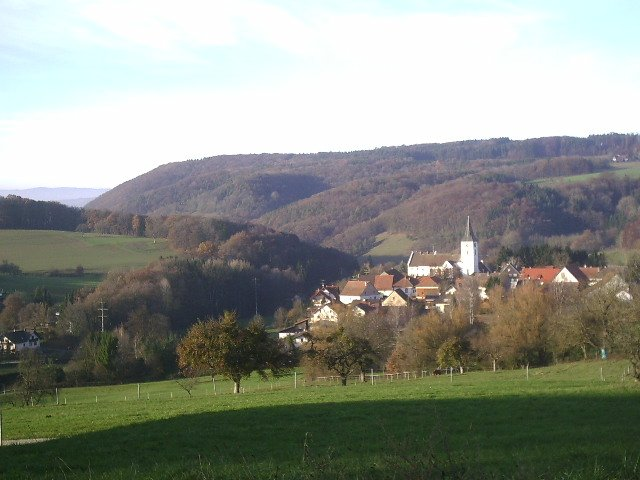
Bühl im Klettgau

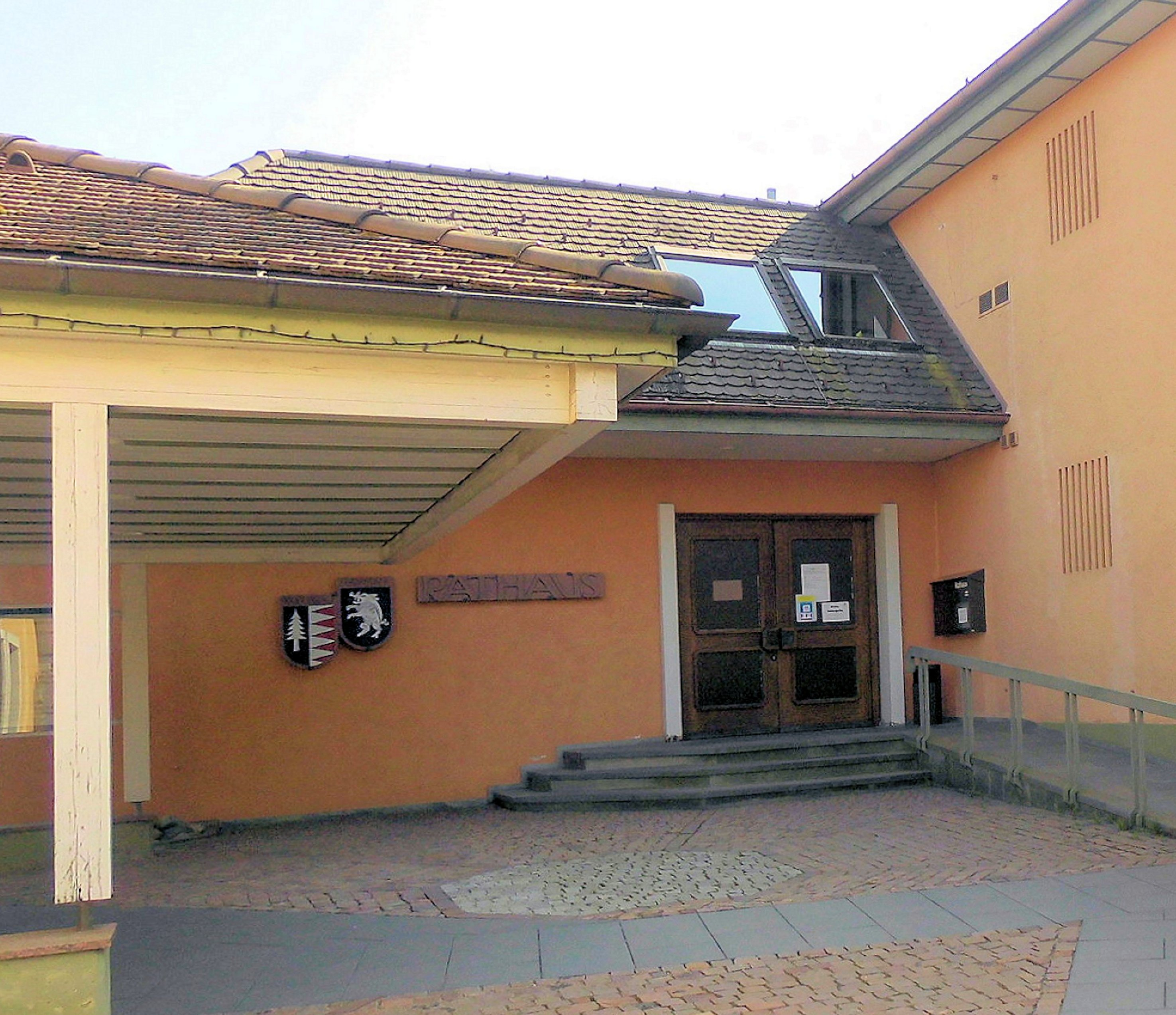
Rathaus Klettgau in Erzingen

Im Gemeindegebiet liegen die folgenden Wüstungen und abgegangenen Burgen: die Wüstung Hof Erwis (Ortsteil Bühl), im Ortsteil Erzingen die Wüstungen Harthausen, Schlatt, Stierenhausen und nicht mit Sicherheit im Ortsteil Erzingen Oberwiller; im Ortsteil Grießen die Wüstung Münchingen; im Ortsteil Riedern a. S. die wenigen Überreste der Burg Neukrenkingen und nicht mit Sicherheit im Ortsteil Riedern a. S. die Wüstung Häuserhof; im Ortsteil Weisweil liegt der Burgstall Weißenburg.

## Geschichte

### Gemeindefusion
Die Gemeinde Klettgau wurde am 1. August 1971 im Rahmen der baden-württembergischen Gebietsreform aus den bis dahin selbständigen Ortschaften Erzingen, Grießen, Rechberg, Riedern am Sand und Weisweil gebildet. Am 1. Januar 1975 wurden Bühl und Geißlingen eingemeindet.

### Ortsteile
Erzingen wird urkundlich erstmals genannt in pago Chleggouve in villa Arcingen im Jahr 876 in einem Cartular des Klosters Rheinau. In Erzingen gab es ein Dorfadelsgeschlecht, die Herren von Erzingen. In Urkunden ab 1353 werden sie erwähnt als Edelknecht oder Junker, sie waren verwandt mit denen von Bettmaringen und von Grießen. Um 1529 werden sie nicht mehr genannt. Die Kirchenrechte gingen im Jahre 1436 vom Bistum Konstanz an das Kloster Rheinau über. Dabei wird erstmals der in Erzingen noch heute verbreitete Familienname Indlekofer genannt. 1468 wurde Erzingen im Waldshuterkrieg von den Eidgenossen eingenommen. Erzingen gehörte zur Landgrafschaft Klettgau, war damit Teil der Herrschaft Schwarzenberg und kam mit dessen Verkauf an das Großherzogtum Baden.
In Riedern am Sand bestand einst ein Quarzwerk zur Gewinnung von Quarzsand, hauptsächlich für Verputzarbeiten (Kellenwurf), die Sandgrube erschließt die Graupensande der Oberen Süßwassermolasse, die Sande enthalten neben den bekannten Fossilien wie Haifischzähnen auch Bohnerz. Das Bohnerz wurde im gesamten Klettgau- und Randengebiet aus Nestern, die sich im Kalkstein gebildet hatten durch auswaschen gewonnen. Das Bohnerz gleicht im Aussehen etwa schwarzen Bohnen, daher der noch heute übliche Name Bohnenviertel für das Gebiet um Grießen.
In Bühl findet alljährlich das Notburgafest statt. Die Wallfahrt zur Notburga von Bühl geht in das Mittelalter zurück. Sie gilt als die Patronin des Klettgaus. In Bühl zogen sich in der Badischen Revolution die letzten Freischartruppen unter General Franz Sigel und Joseph Weißhaar zurück. Bekannt ist Bühl auch bei Reitsportlern.

### Wappen der ehemaligen Gemeinden

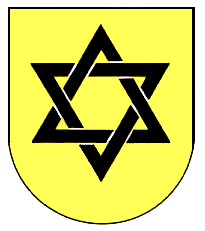
Bühl
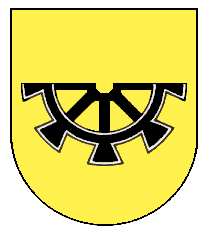
Geißlingen
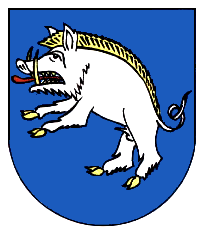
Erzingen
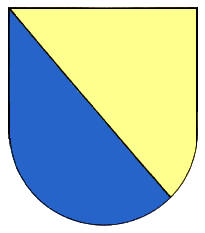
Grießen
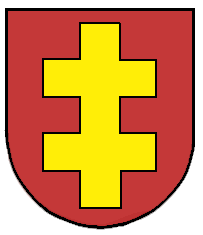
Rechberg
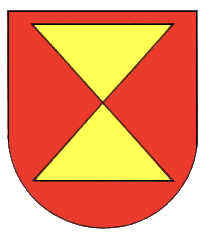
Riedern am Sand
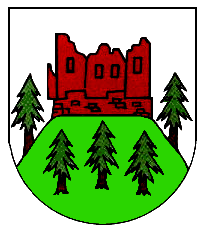
Weisweil

## Politik

### Gemeinderat
In Klettgau wird der Gemeinderat nach dem Verfahren der unechten Teilortswahl gewählt. Dabei kann sich die Zahl der Gemeinderäte durch Überhangmandate verändern. Der Gemeinderat besteht nach der letzten Wahl aus den 21 gewählten ehrenamtlichen Gemeinderäten und dem Bürgermeister als Vorsitzendem. Der Bürgermeister ist im Gemeinderat stimmberechtigt.
Die Kommunalwahl am 9. Juni 2024 führte zu folgendem Endergebnis (mit Vergleichszahlen der vorigen Wahl):
| Parteien und Wählergemeinschaften | Parteien und Wählergemeinschaften           | % 2024  | Sitze 2024 | % 2019 | Sitze 2019 | Kommunalwahl 2024 %403020100 39,44 %25,64 %26,35 %8,56 % FWCDUGrüneSPDGewinne und Verlusteim Vergleich zu 2019 %p 12 10 8 6 4 2 0 −2 −4 −6 −8+10,04 %p−1,36 %p−6,55 %p−2,14 %pFWCDUGrüneSPD |
| FW                                | Freie Wähler Klettgau                       | 39,44   | 8          | 29,4   | 5          | Kommunalwahl 2024 %403020100 39,44 %25,64 %26,35 %8,56 % FWCDUGrüneSPDGewinne und Verlusteim Vergleich zu 2019 %p 12 10 8 6 4 2 0 −2 −4 −6 −8+10,04 %p−1,36 %p−6,55 %p−2,14 %pFWCDUGrüneSPD |
| CDU                               | Christlich Demokratische Union Deutschlands | 25,64   | 5          | 27,0   | 5          | Kommunalwahl 2024 %403020100 39,44 %25,64 %26,35 %8,56 % FWCDUGrüneSPDGewinne und Verlusteim Vergleich zu 2019 %p 12 10 8 6 4 2 0 −2 −4 −6 −8+10,04 %p−1,36 %p−6,55 %p−2,14 %pFWCDUGrüneSPD |
| GRÜNE                             | Bündnis 90/Die Grünen                       | 26,35   | 6          | 32,9   | 6          | Kommunalwahl 2024 %403020100 39,44 %25,64 %26,35 %8,56 % FWCDUGrüneSPDGewinne und Verlusteim Vergleich zu 2019 %p 12 10 8 6 4 2 0 −2 −4 −6 −8+10,04 %p−1,36 %p−6,55 %p−2,14 %pFWCDUGrüneSPD |
| SPD                               | Sozialdemokratische Partei Deutschlands     | 8,56    | 2          | 10,7   | 2          | Kommunalwahl 2024 %403020100 39,44 %25,64 %26,35 %8,56 % FWCDUGrüneSPDGewinne und Verlusteim Vergleich zu 2019 %p 12 10 8 6 4 2 0 −2 −4 −6 −8+10,04 %p−1,36 %p−6,55 %p−2,14 %pFWCDUGrüneSPD |
| Gesamt                            | Gesamt                                      | 100 %   | 21         | 100 %  | 18         | Kommunalwahl 2024 %403020100 39,44 %25,64 %26,35 %8,56 % FWCDUGrüneSPDGewinne und Verlusteim Vergleich zu 2019 %p 12 10 8 6 4 2 0 −2 −4 −6 −8+10,04 %p−1,36 %p−6,55 %p−2,14 %pFWCDUGrüneSPD |
| Wahlbeteiligung                   | Wahlbeteiligung                             | 62,08 % | 62,08 %    | 60,6 % | 60,6 %     | Kommunalwahl 2024 %403020100 39,44 %25,64 %26,35 %8,56 % FWCDUGrüneSPDGewinne und Verlusteim Vergleich zu 2019 %p 12 10 8 6 4 2 0 −2 −4 −6 −8+10,04 %p−1,36 %p−6,55 %p−2,14 %pFWCDUGrüneSPD |

### Bürgermeister
Am 27. November 2016 wurde Ozan Topcuogullari mit 56,8 Prozent der Stimmen zum Bürgermeister von Klettgau gewählt. Sein Amt trat er am 1. Februar 2017 an. Am 10. November 2024 wurde er mit 67,9 Prozent der Stimmen für eine zweite Amtszeit wiedergewählt.
Bürgermeister seit 1945:
- 1948-1968: Hermann Stoll
- 1968-1992: Johannes Meier
- 1993-2001: Hubert Roth
- 2001-2017: Volker Jungmann
- seit 2017: Ozan Topcuogullari

### Partnerschaften
Klettgau unterhält seit 1976 partnerschaftliche Beziehungen zur Gemeinde Clisson in der Nähe von Nantes in Frankreich. Seit dem Sommer 2006 besteht eine Partnerschaft mit dem italienischen Sanza südlich von Neapel.

## Kultur

### Vereine
In der Gemeinde bestehen über 100 Vereine. Sie teilen sich in Fasnachts-, Frauen-, Musik-, Gesang- und Sportvereine auf. Größter Verein ist der Turnverein Erzingen mit über 800 Mitgliedern.

## Wirtschaft und Infrastruktur
Der Anteil des produzierenden Gewerbes liegt bei 67 Prozent, Handel, Gastgewerbe und Verkehr umfassen 18 Prozent, die sonstigen Dienstleistungen betragen 15 Prozent.
Die Markttradition in Grießen geht auf das Mittelalter zurück und heute finden noch alljährlich sechs Krämermärkte statt. Einst bestanden hier eine Ziegelei und eine Weberei.

### Weinbau
In Erzingen gab es schon immer Weinbau, die Weinberge um Erzingen und Rechberg sind vor allem mit den Reben der Sorte Spätburgunder bepflanzt, daraus wird Rotwein gekeltert. Rebanbau ist außerdem in den Ortsteilen Bühl und Riedern am Sand bekannt. Seit 2002 findet alljährlich im Frühjahr eine Weinmesse statt, die von der Gemeindeverwaltung organisiert wird. Der Großteil der Trauben wird von der Erzinger Winzergenossenschaft an die Genossenschaft Badischer Winzerkeller zur weiteren Verarbeitung gegeben. Alljährlich seit 1959 findet im Herbst das Erzinger Winzerfest statt. Tradition ist dabei die Wahl der Erzinger Weinprinzessin. Oberbadische Weinprinzessin waren:
- 1999 Sabrina Weißenberger
- 1970 Monika Stoll
- 1969 Bärbel Weißenberger
- 1968 Veronika Netzhammer
- 1967 Renate Stoll
- 1966 Paula Indlekofer

### Verkehr
Klettgau liegt an der Bundesstraße 34 [Basel–Singen (Hohentwiel)]. Der Ortsteil Erzingen besitzt einen Bahnhof mit IRE- und RB-Halt mit einem geräumigen Parkplatz. Werktags verkehren hier die Züge im Stundentakt. Der Bahnhof im Ortsteil Grießen wird sporadisch bedient, vor allem für den Schülerverkehr. Die beiden Bahnhöfe liegen an der Hochrheinbahn Basel–Singen [-Ulm].
Durch eine Alltagsroute aus dem Radnetz Baden-Württemberg ist Erzingen über Lauchringen mit Waldshut-Tiengen und Richtung Schaffhausen verbunden. Außerdem sind auf einer anderen Radnetz-Route die Ortsteile Geißlingen, Grießen und Riedern am Sand über Lauchringen mit Waldshut-Tiengen und über Dettighofen und Jestetten mit Schaffhausen verbunden.

### Medien
In Klettgau ist der Südkurier mit seinem Ableger Alb-Bote als Einzeitungskreis-Zeitung vertreten. Dazu kommt das Anzeigenblatt Anzeiger Hochrhein.

### Bildung
Es gibt zwei Grundschulen in den Ortsteilen Erzingen und Grießen und eine Realschule in Erzingen. Weiterführende Schulen stehen unter anderem in der Kreisstadt Waldshut-Tiengen, Bad Säckingen und in Singen am Hohentwiel zur Verfügung.

## Persönlichkeiten

### Ehrenbürger
- Raymund Netzhammer (1862–1945), Erzbischof von Bukarest
- Martin Zimmermann (1873–1957), Bürgermeister von Erzingen (1922–1933 und 1946–1949)
- Albert Zölle (1881–1956), Ratsschreiber und 1945 kurzzeitig kommissarischer Erzinger Bürgermeister
- Hermann Stoll (1897–1976), von 1949 bis 1967 Bürgermeister von Erzingen
- Heinrich Winter (1897–1988), Erzinger Rebenbau-Pionier, „legendärer Rebenvater“
- Hubert Roth (* 1941), von 1993 bis 2001 Bürgermeister der Gemeinde Klettgau (1971–1992 Hauptamtsleiter)

### Söhne und Töchter der Gemeinde
- Johann Conrad von Grießen, 39. Abt des Klosters Rheinau 1483–1498
- Maximilian Stoll (1742–1787), Arzt in Wien
- Martin Zimmermann (1873–1957), Landwirt, Winzer und Bürgermeister in Erzingen
- Albert Indlekofer (1879–1936), als Bruder Kletus[10] Missionar in Mariannhill
- Walther Peinsipp (1906–1990), Diplomat
- Konrad Josef Heilig (* 1907; † 1945 bei Belluno), Historiker

### Weitere Persönlichkeiten, die mit der Gemeinde in Verbindung stehen
- Notburga von Bühl (796–840), eine im Exil lebende schottische Prinzessin, Patronin des Klettgaus
- Rudolf I. (1218–1291), zerstörte die Burg Weißenburg im Frühjahr 1288
- Johannes XXIII. (Gegenpapst) (um 1370–1419), hielt sich in Erzingen auf seiner Flucht auf
- Wilhelm von Grießen ⚭ Appolonia  von Erzingen (* vor 1488; † nach 1525), Ritter (Miles), Ortsadel
- Martin von Weißenburg (um 1470–1508), Abt des Klosters Reichenau 1492–1508
- Hans Rebmann (1499–1568), reformierter Theologe, Prädikant in Grießen
- Maria Grießer von Bühl (um 1640–1682), Opfer der Hexenverfolgung
- Robert Leiber (1887–1967), deutscher Jesuit, Sohn eines Erzinger Lehrers, Professor an der Päpstlichen Universität Gregoriana und persönlicher Mitarbeiter, später Privatsekretär von Eugenio Pacelli (Papst Pius XII.)[11]
- Elmar Zimmermann (1930–1998), aufgewachsen in Erzingen, Lehrer in Stühlingen, Autor und Künstler